# HD 94388
HD 94388，又名BD-19 3125，SAO 156301、HR 4251，是一颗恒星，视星等为5.24，位于銀經268.69，銀緯34.78，其B1900.0坐标为赤經10h 48m 35.9s，赤緯-19° 34.78′ 1″。